# Rollier à ventre bleu
Coracias cyanogaster
Espèce
Statut de conservation UICN

 LC  : Préoccupation mineure
Le Rollier à ventre bleu (Coracias cyanogaster) est une espèce d'oiseau appartenant à la famille des Coraciidae.

## Répartition
Son aire horizontale s'étend du Sénégal au nord-est de la République démocratique du Congo.

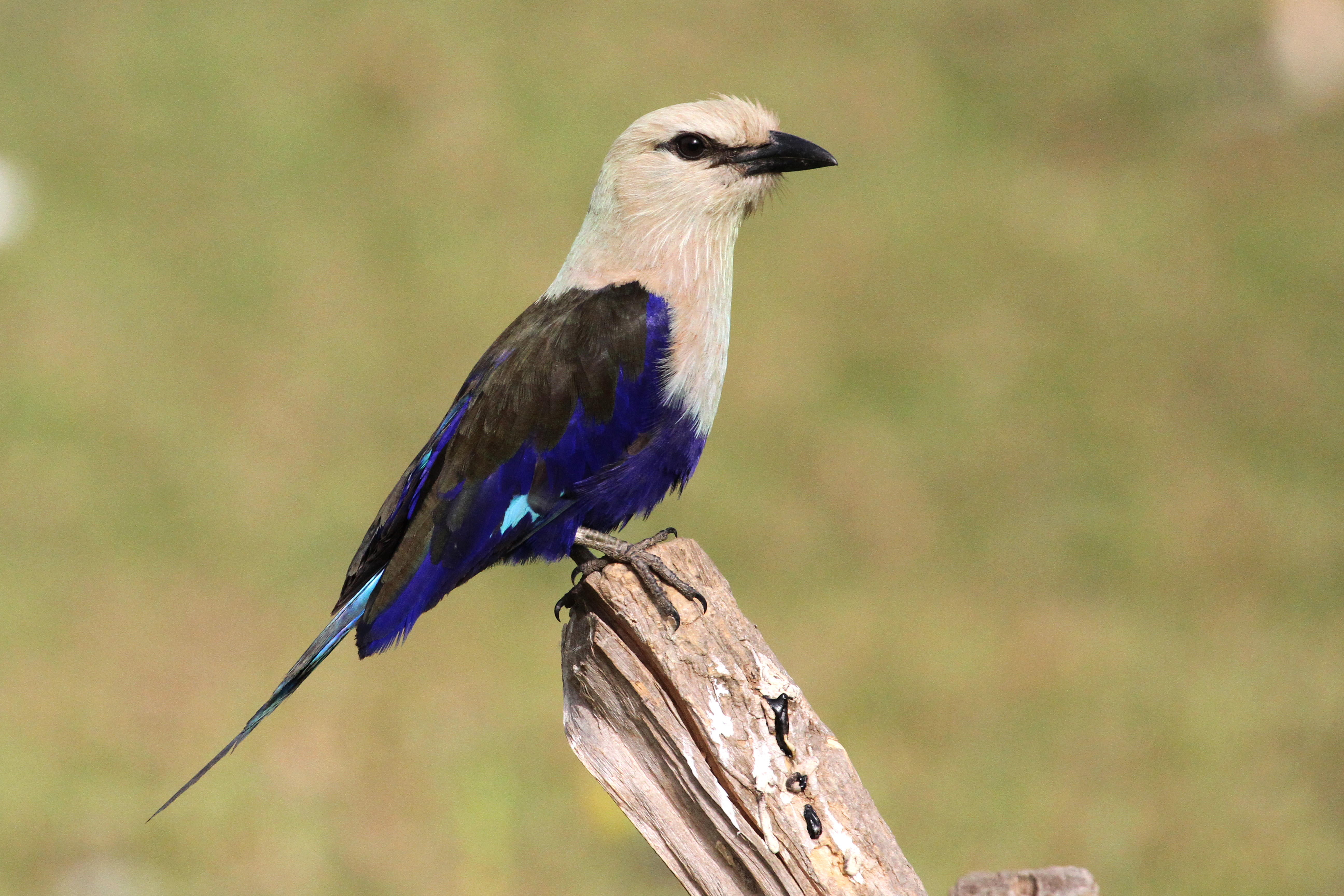
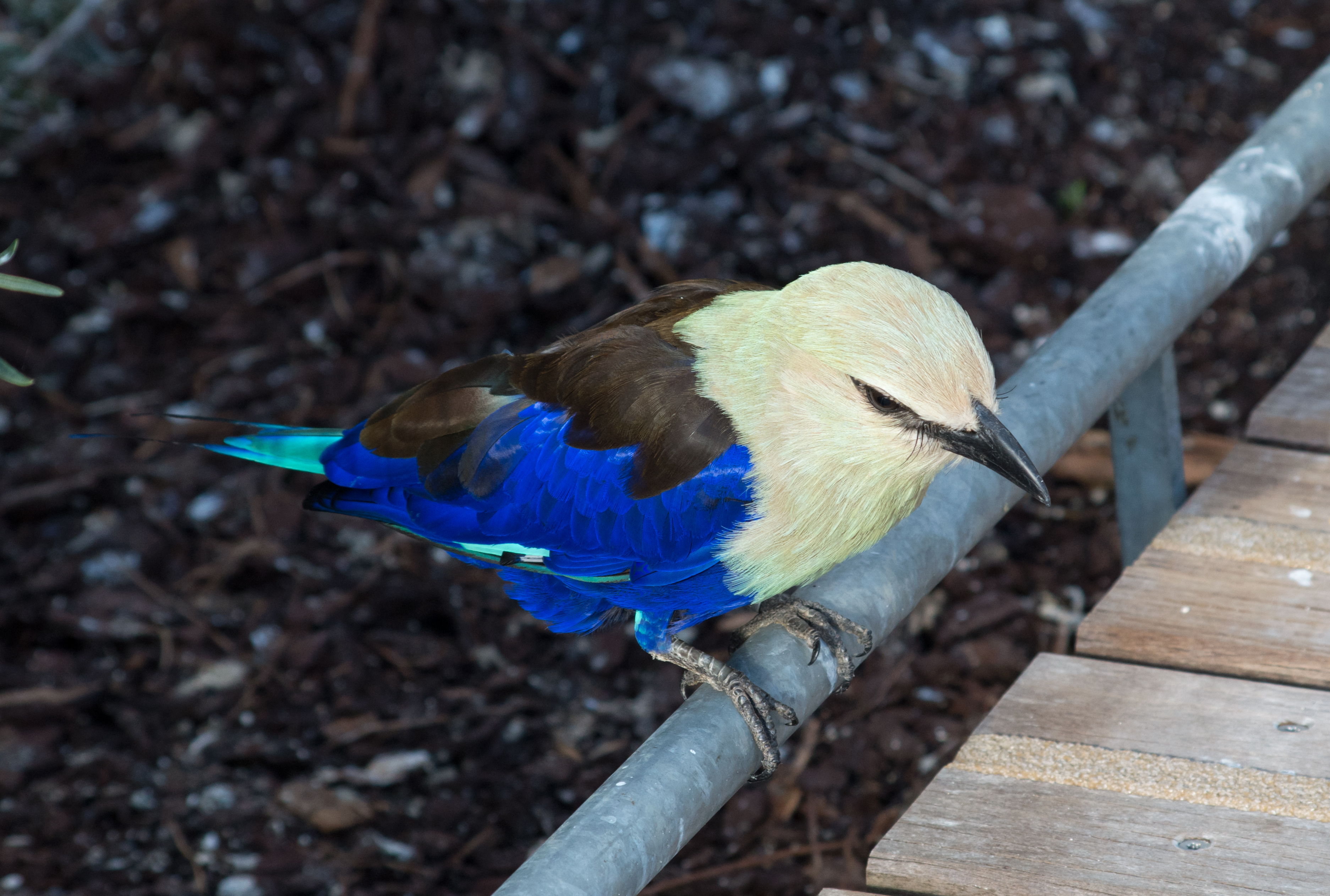
au zoo de Vincennes
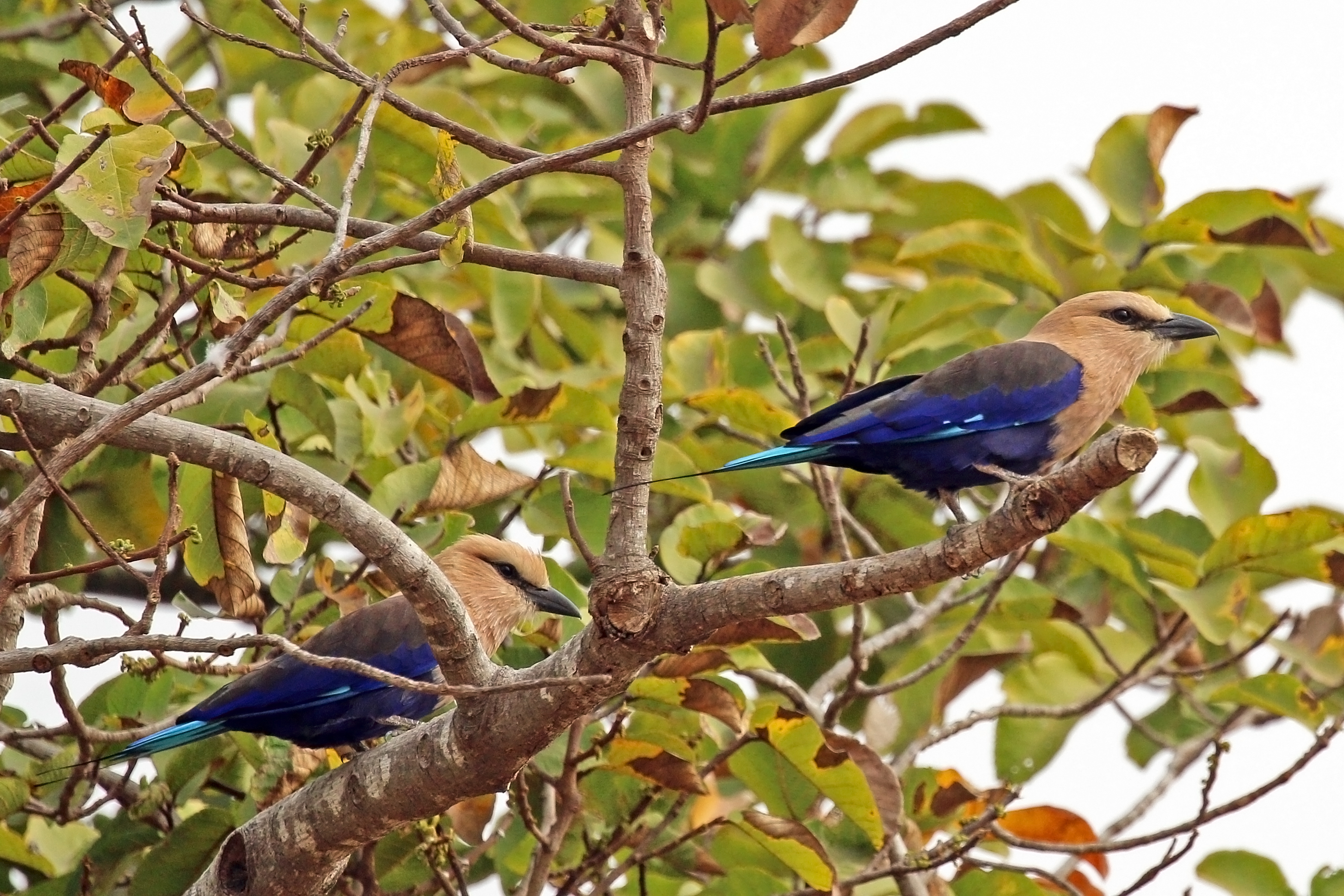